# Gare de Kandatsu
La gare de Kandatsu (神立駅, Kandatsu-eki) est une gare ferroviaire japonaise située dans la ville de Tsuchiura dans la préfecture d'Ibaraki. Elle est gérée par la East Japan Railway Company (JR East).

## Situation ferroviaire
La gare de Kandatsu est située au point kilométrique (PK) 69,9 de la ligne Jōban.

## Histoire
La gare a été inaugurée le 4 novembre 1895.

## Service des voyageurs

### Accueil
La gare dispose d'un bâtiment voyageurs, avec guichet, ouvert tous les jours.

### Desserte
- Ligne Jōban :
  - voies 1 et 2 : direction Tsuchiura, Toride et Ueno (interconnexion avec la ligne Ueno-Tokyo pour Tokyo et Shinagawa)
  - voies 2 et 3 : direction Mito et Iwaki